# Tephritidae
Los tefrítidos (Tephritidae) son una familia de dípteros braquíceros, una de las dos familias conocidas vulgarmente como moscas de la fruta. No se deben confundir con la llamada "mosca común de la fruta" o Drosophila que es usada en investigaciones genéticas y que pertenece a la otra familia de moscas de las frutas, Drosophilidae. Se han descrito aproximadamente 5000 especies de tefrítidos agrupados en casi 500 géneros.

## Historia natural
Las moscas tefrítidas tienen gran importancia en la agricultura; tanto por efectos negativos como positivos. Varias especies dañan las frutas y otras cosechas. El género Bactrocera causa problemas mundialmente por el daño que causa a la agricultura; en especial la mosca del olivo Bactrocera oleae que puede llegar a arruinar el 100% de una cosecha de olivas.
Otros tefrítidos se usan con fines de control biológico de plagas ya que se alimentan de plantas indeseables, tales como especies invasoras. En Norteamérica se han introducido varias especies de los géneros Urophora, Terellia y Chaetorellia para control de ciertas especies de Centaurea y Cirsium (cardos). La especie Urophora cardui reduce las poblaciones de cardos en 48 por ciento y las plantas herbáceas locales se recuperan.
La mayoría de las moscas tefrítidas pone sus huevos en los tejidos de las plantas donde las larvas encuentran su alimento al nacer. Muchas especies están especializadas en una sola especie de plantas o en grupo de especies relacionadas. Los adultos en general tienen una vida muy corta, en algunos casos de menos de una semana.
Su comportamiento es de gran interés para los biológos. Algunas realizan muy complicados rituales de apareamiento o de defensa territorial. Muchas tienen colores llamativos, algunas muestran mimetismo batesiano, ostentando colores o un diseño que les da la apariencia de insectos o aun arañas venenosos. Las moscas, en cambio, carecen de estas defensas tóxicas pero consiguen engañar a los predadores gracias al mimetismo.

## Sistemática
Esta familia está agrupada en varias subfamilias:
- Blepharoneurinae (5 géneros, 34 especies)
- Dacinae (41 géneros, 1066 especies)
- Phytalmiinae (95 géneros, 331 especies)
- Tachiniscinae (8 géneros, 18 especies)
- Tephritinae (211 géneros, 1859 especies)
- Trypetinae (118 géneros, 1012 especies)

Los géneros Oxyphora, Pseudorellia y Stylia comprenden 32 especies y no están incluidos en ninguna subfamilia (incertae sedis).

## Galería

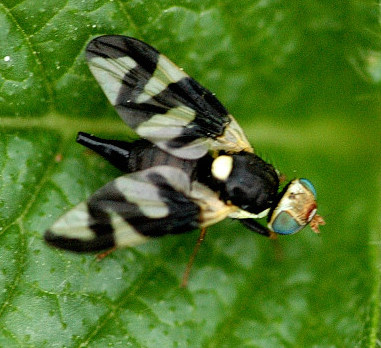
Urophora cardui hembra
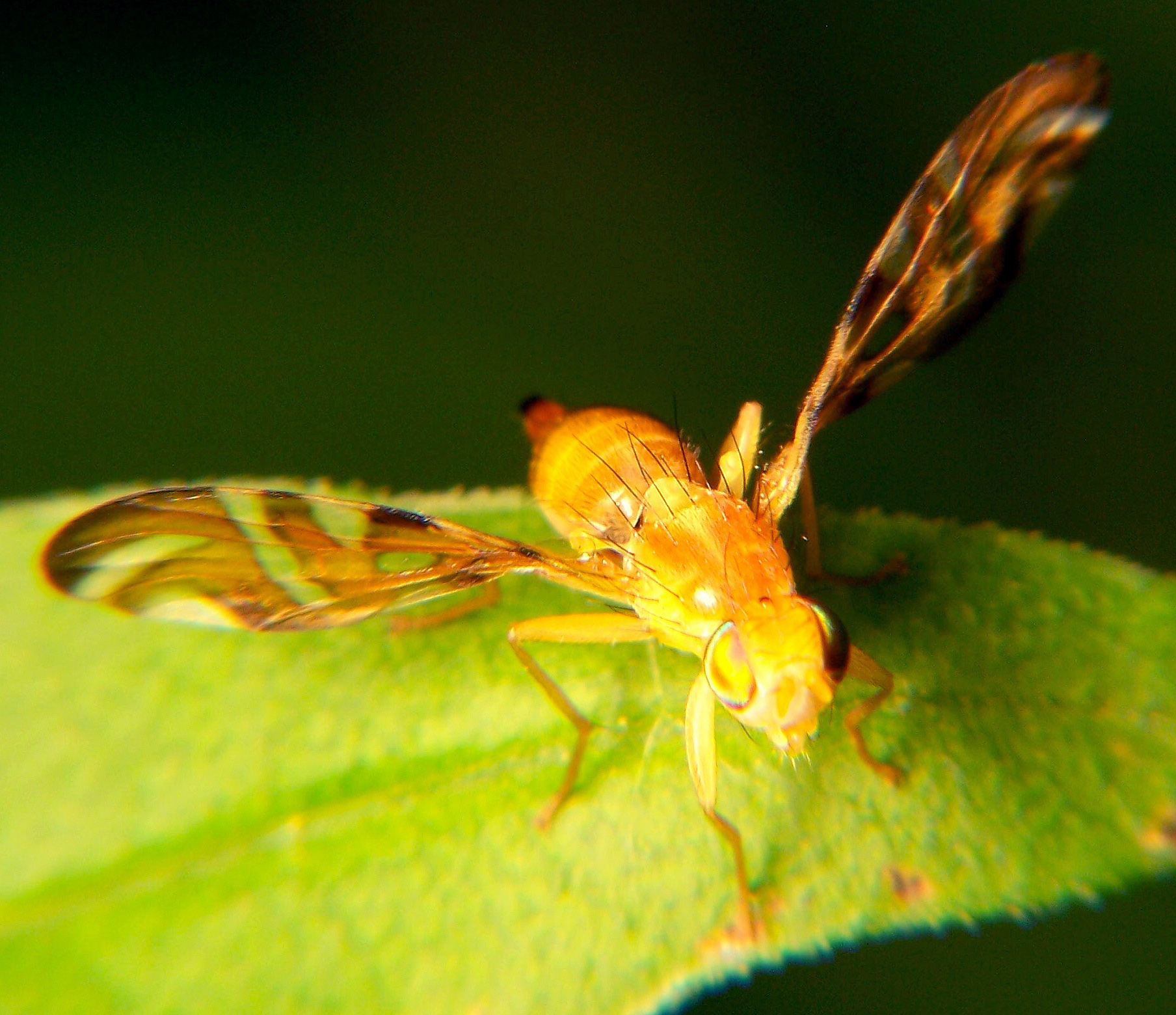
Strauzia longipennis
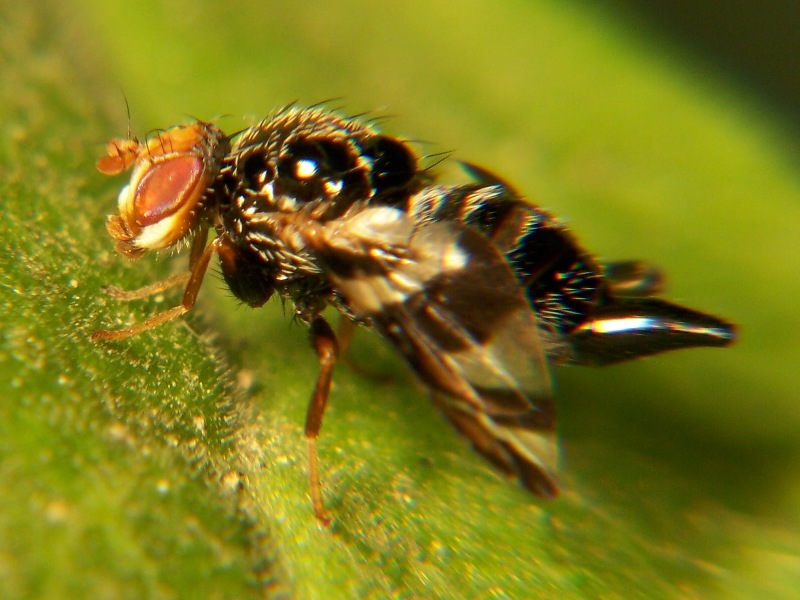
Procecidochares atra
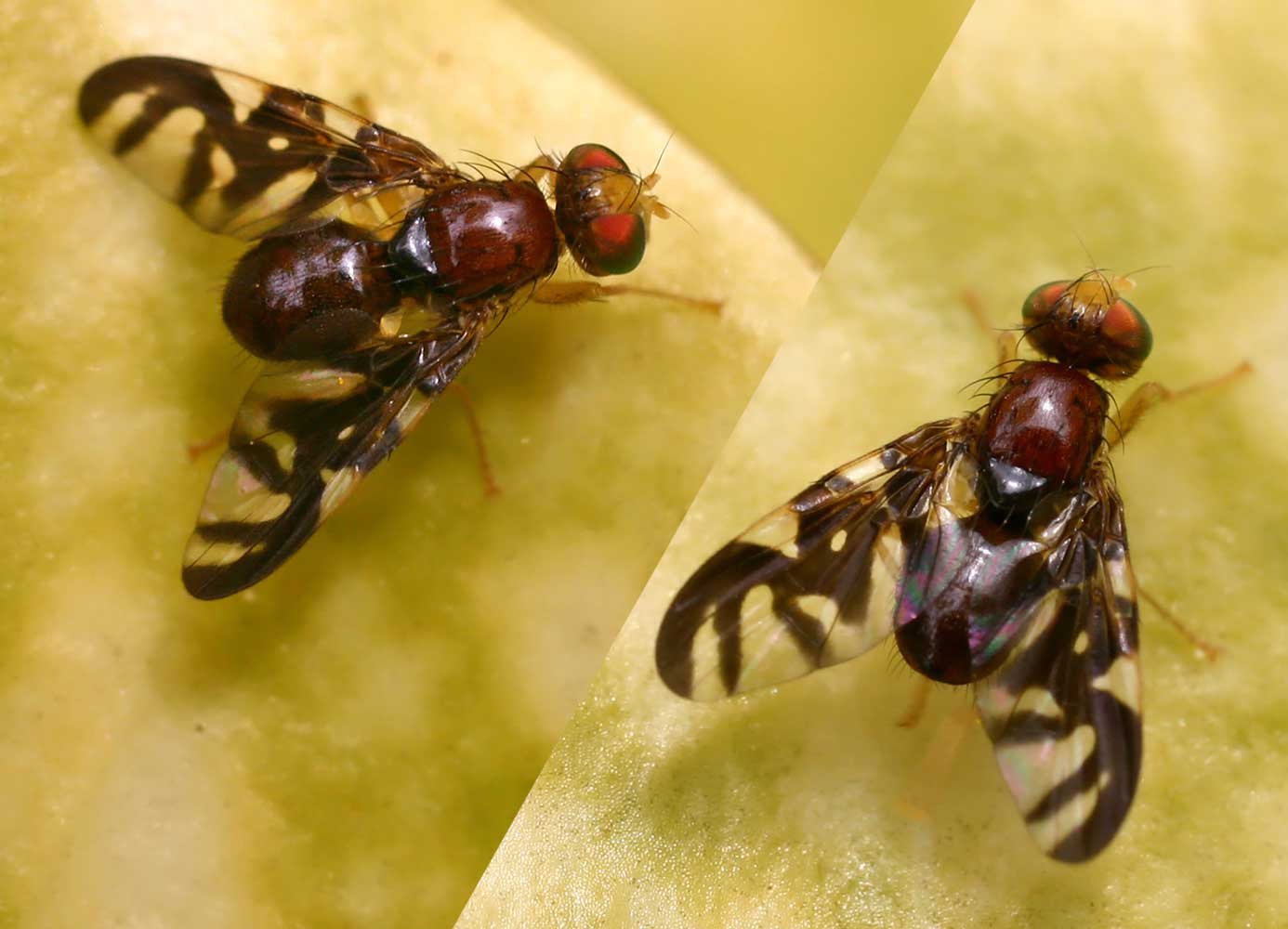
Euleia heraclei
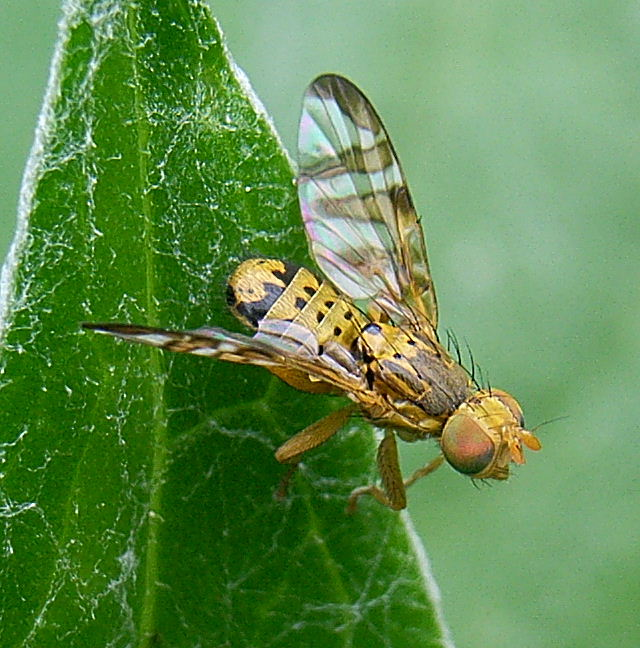
Chaetostomella cylindrica
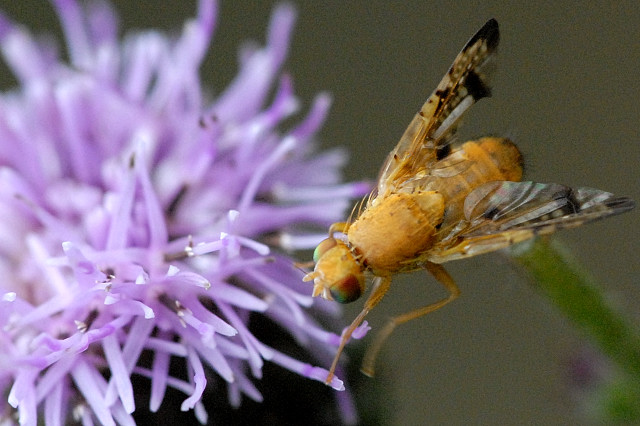
Xyphosia miliaria
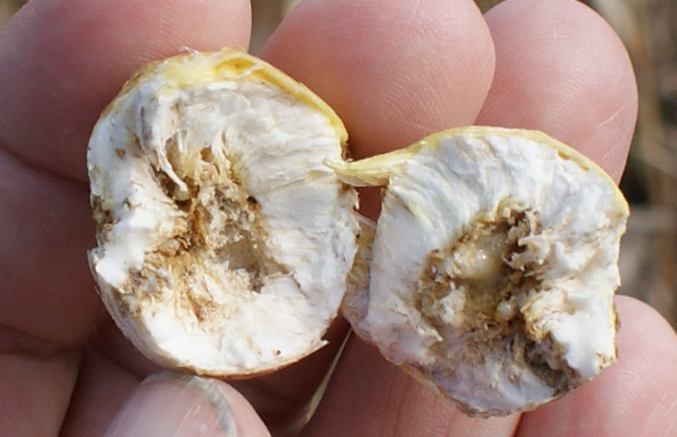
Eurosta solidaginis Mosca de la agalla de vara de oro
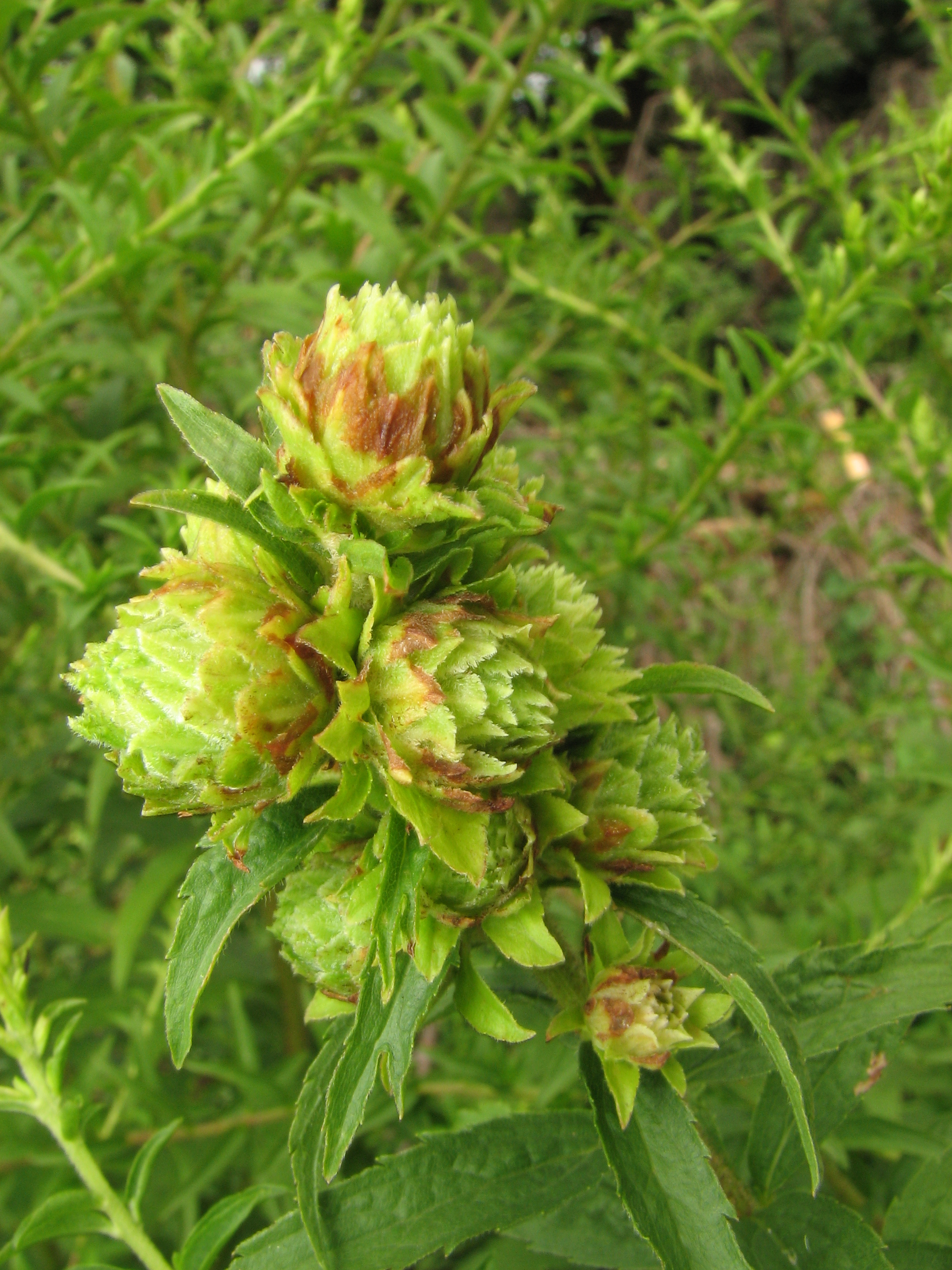
Agalla de Procecidochares atra en Solidago
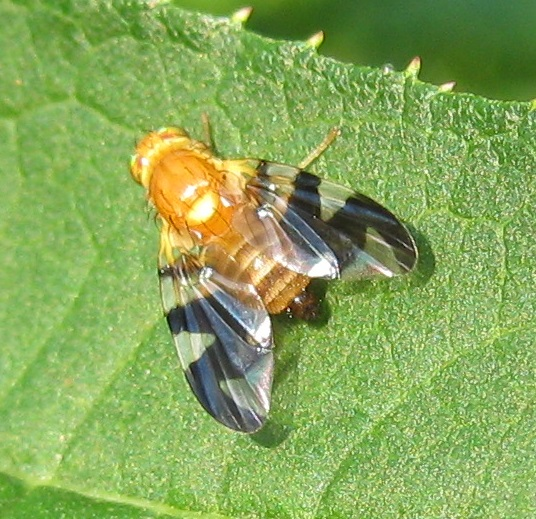
Rhagoletis suavis
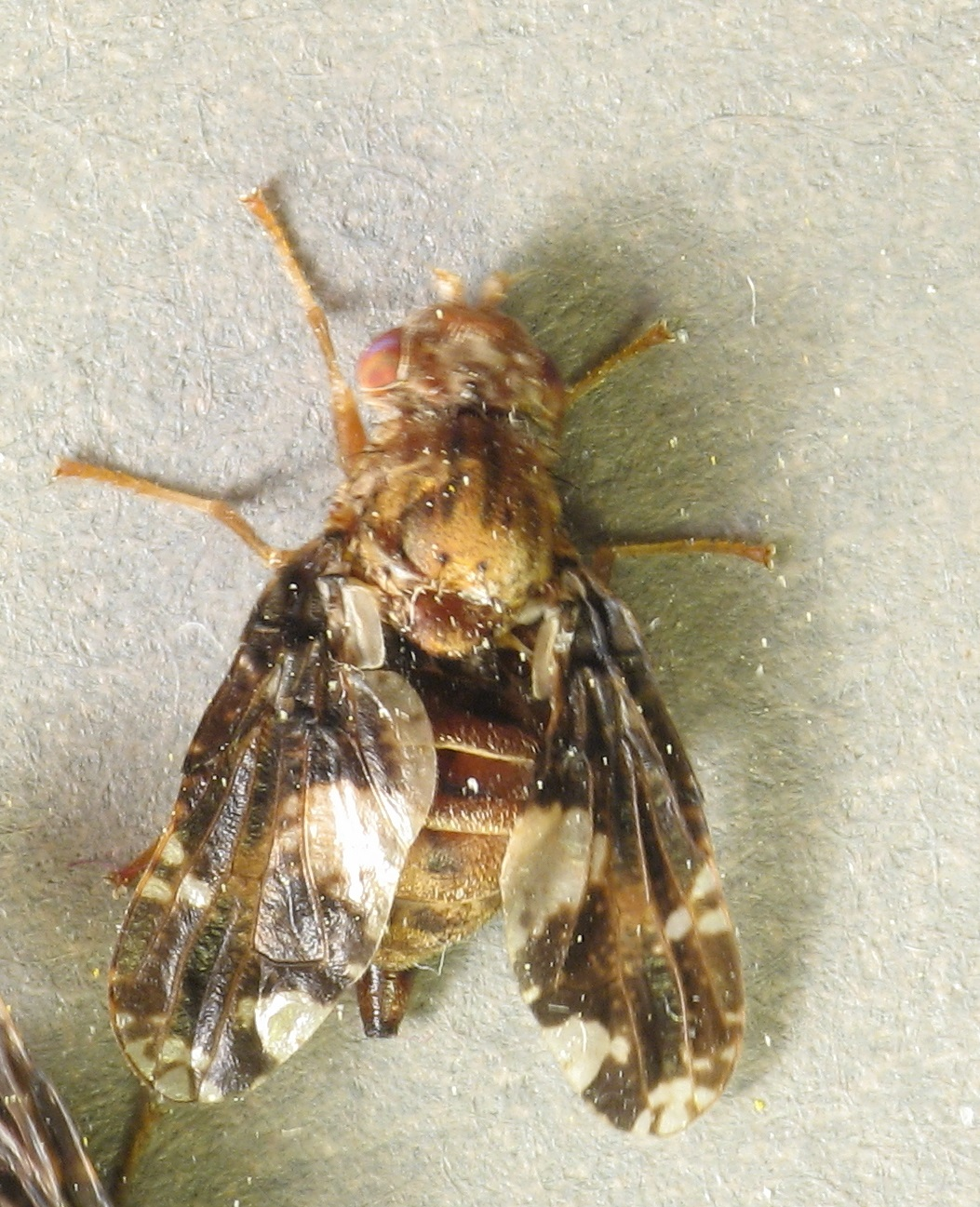
Eurosta solidaginis hembra